# Ormosia parviala
Ormosia parviala är en tvåvingeart som beskrevs av Petersen och Gelhaus 2004. Ormosia parviala ingår i släktet Ormosia och familjen småharkrankar. Inga underarter finns listade i Catalogue of Life.